# Conoscere la Borsa
Conoscere la Borsa è una competizione internazionale di simulazione della Borsa promossa dalle Casse di Risparmio e Fondazioni e dal Gruppo Europeo delle Casse di Risparmio (ESBG) con sede a Bruxelles. L'iniziativa si rivolge principalmente agli studenti delle scuole superiori e si pone l'obiettivo di avvicinare gli studenti al mondo economico-finanziario attraverso la simulazione delle negoziazioni di Borsa e l'applicazione di strategie d'investimento in titoli.

## Storia
Il concorso "Conoscere la Borsa" è stato istituito nel 1983 in Germania ed è andato espandendosi fino a coinvolgere diversi Paesi europei. All'edizione 2010 hanno preso parte oltre 45.000 squadre per un totale di circa 200.000 partecipanti. 
Nel 2008 è stata introdotta la competizione parallela per studenti universitari ("Conoscere la Borsa per Studenti Universitari").

## Svolgimento
I partecipanti ricevono un deposito contenente un certo capitale iniziale virtuale. Attraverso l'acquisto e la vendita di titoli azionari i partecipanti devono cercare di far fruttare quanto più possibile il loro capitale sperimentando strategie d'investimento individuali. Mentre il capitale è virtuale, le quotazioni utilizzate per la contabilizzazione degli ordini di Borsa corrispondono a quelle reali. Per la negoziazione è a disposizione un numero ristretto di titoli preventivamente selezionati e quotati in una determinata Borsa. Al termine della gara vengono premiate le squadre che hanno raggiunto il valore più alto di capitale in deposito. 
Ogni deposito viene valutato secondo due criteri: il valore assoluto e il valore di sostenibilità. La lista dei titoli negoziabili include infatti anche un certo numero di titoli cosiddetti sostenibili, cioè di società che, praticando una politica aziendale rispondente a determinati criteri di sostenibilità, sono quotate in particolari indici detti appunto di sostenibilità.

## Obiettivi didattici
Lo scopo dell'iniziativa è di far avvicinare gli studenti al mondo della finanza e della Borsa. I partecipanti sono chiamati a confrontarsi con gli accadimenti politico-economici internazionali per capire in che modo essi possono avere un impatto sull'andamento dei titoli, dunque delle aziende, della Borsa e dell'economia in generale. Dovendo partecipare in squadre, il progetto favorisce il lavoro di gruppo e le capacità di socializzazione.

## Riconoscimenti
La Commissione tedesca dell'UNESCO ha premiato l'iniziativa come progetto del Decennio dell'Educazione allo Sviluppo Sostenibile.